# Токугава Иэнари
Токугава Иэнари (яп. 徳川 家斉, 8 ноября 1773 года — 22 марта 1841 года) — 11-й сёгун Японии из династии Токугава (1787—1837).

## Биография
Родился в семье Токугава Харусада (1727—1789), даймё из боковой ветви дома Токугава (госанкё, дом Хитоцубаси). Правнук 8-го сёгуна Токугава Ёсимунэ через его сына Токугава Мунэтада (1721—1764), главы линии дома Хитоцубаси. Токугава Харусада (отец Иэнари) ловко устранил соперников из других родственных домов и с удивительным упорством стремился сделать сёгуном своего сына. В 1781 году Токугава Иэнари был усыновлен сёгуном Токугава Иэхару.
В 1787 году после смерти бездетного сёгуна Токугава Иэхару (1760—1786) 14-летний Токугава Иэнари был провозглашен 11-м сёгуном Японии. В 1789 году женился на Тадако, дочери тодзама даймё Сацума Симадзу Сигэхидэ.
Регентом при малолетнем сёгуне стал Мацудайра Саданобу (1758—1829), который в правил в 1787—1793 годах. На этот пост его выбрали представители боковых домов Токугава, поскольку Саданобу был внуком сёгуна Токугава Ёсимунэ и происходил из дома Мацудайра. Свою роль сыграло и то, что в тяжелые 1780-е годы Саданобу, управляя княжеством Сиракава (на севере острова Хонсю), добился некоторого улучшения финансового положения, проводя политику бережливости.

## Реформы Кансэй
В период своего регентства Мацудайра Саданобу провел реформы годов Кансэй (1787—1793), в основном повторявшие реформы годов Кёхо, которые провёл сёгун Токугава Ёсимунэ. Он требовал, чтобы даймё создавали запасы риса на случай голода, а также способствовали развитию школ и наук в духе чжусианской идеологии. Он вел борьбу против расточительства, взяточничества, мошенничества, требовал бережливости от даймё, хатамото, самураев и горожан. Благодаря режиму жесткой экономии Саданобу смог несколько сбалансировать бюджет бакуфу. Его деятельность вызвала недовольство, особенно со стороны торговцев, с ростом экономической мощи которых он боролся административными мерами. Он издавал указы об аннулировании долгов хатамото и гокэнин торговцам и ростовщикам. Им было недовольно и дворянство. В 1793 году Мацудайра Саданобу был удален от свой должности.

## Правление сёгуна
Правление самого Токугава Иэнари не было отмечено какими-либо примечательными действиями и получило название «огосё дзидай» — «период правления удалившегося от дел сёгуна». Он в основном занимался личными делами. Тяжелым бременем на бюджет ложилось содержание его 55 детей, 40 наложниц, многочисленных придворных и других родственников. Иэнари создавал родственные связи через браки, усыновления, обменивался наложницами и подарками, дарил свою благосклонность. Он умело пристроил своих сыновей и дочерей в дома даймё, установил дружеские отношения со многими владетельными даймё путём политических сделок. Некоторые из его сыновей играли важную роль в истории Бакумацу и Войны Босин. Из них наиболее известны: Натисука Нарихиро (Токусима-хан), Мацудайра Наритами (Цуяма-хан), Токугава Нарикацу (вначале дом Симидзу Токугава, затем Вакаяма-хан), Мацудайра Нарисава (Фукуи-хан).
Кумовство, коррупция, финансовые злоупотребления не способствовали политической стабильности. В 1830-е годы случился страшный голод «голод годов Тэмпо»), что резко сократило доходы бакуфу. Тогда сёгунское правительство прибегло к испытанному средству — порче монеты, что вызвало инфляцию и нанесло ущерб денежному обращению.
Последние годы правления Токугава Иэнари отмечены политическим кризисом и социальными потрясениями, самым существенным из которых был мятеж под руководством Осио Хэйхатиро в 1837 году. Бывший чиновник сёгунской администрации в Осака поднял мятеж против властей, которые не принимали мер, чтобы оказать помощь голодающим. Это выступление против социальной несправедливости вызвало сильное беспокойство правительства бакуфу.
В правление Токугава Иэнари продолжалось распространение западных знаний, особенно голландской медицины. В 1823 году в торговое представительство Голландии на острове Дэдзима прибыл немецкий врач Филипп Зибольд, который начал обучать японцев медицине и естественным наукам. Но с ним случился инцидент, который обернулся большим бедствием для сторонников голландской науки. При возвращении на родину в его багаже нашли карту Японии, подаренную ему Такахаси Кэйхо. Зибольд был арестован, а в 1830 году выслан за пределы Японии. Такахаси Кэйхо также был арестован и умер в темнице.

## Русско-японские отношения
В 1793 году в Японию прибыло первое российское посольство во главе с Адамом Лаксманом. Вместе с ними на родину вернулись два японца — Кодаю и Исокити, члены потерпевшего крушения корабля «Синсё-мару». На допросе, происходившем 22 октября 1793 года в замке Эдо, где их подробно расспрашивали о пребывания в далекой России, присутствовал сам сёгун Токугава Иэнари. Лаксману удалось добиться того, что японские власти дали разрешение на заход русского судна в порт Нагасаки.

## Отречение от власти и смерть
В апреле 1837 года сёгун Токугава Иэнари добровольно отказался о власти в пользу своего второго сына Токугава Иэёси, который стал 12-м сёгуном. Несмотря на своё отречение, Токугава Иэнари продолжал фактически управлять до своей смерти в 1841 году.
22 марта 1841 года 67-летний Токугава Иэнари скончался и был похоронен на территории буддийского храма Канъэйдзи в Уэно (Токио).